# Baccharis hyemalis
Baccharis hyemalis là một loài thực vật có hoa trong họ Cúc. Loài này được Deble mô tả khoa học đầu tiên năm 2006.